# Mitrofanoff-Stoma
Das Mitrofanoff-Stoma gehört zu den kontinenten Formen eines Urostomas. Dabei handelt es sich um einen künstlichen Harnausgang, bei dem der Harn in der Blase oder einem Blasenersatz gespeichert und daraufhin über einen Katheter ausgeleitet wird. Neben diesem Verfahren gehört auch das Mainz-Pouch-Stoma zu den kontinenten Formen. Das Mitrofanoff-Stoma wurde vom Urologen Paul Mitrofanoff im Jahr 1976 mit dem Ziel entwickelt, die Lebensqualität von Patienten mit beispielsweise einer Blasenentleerungsstörung zu verbessern.

## Verfahren

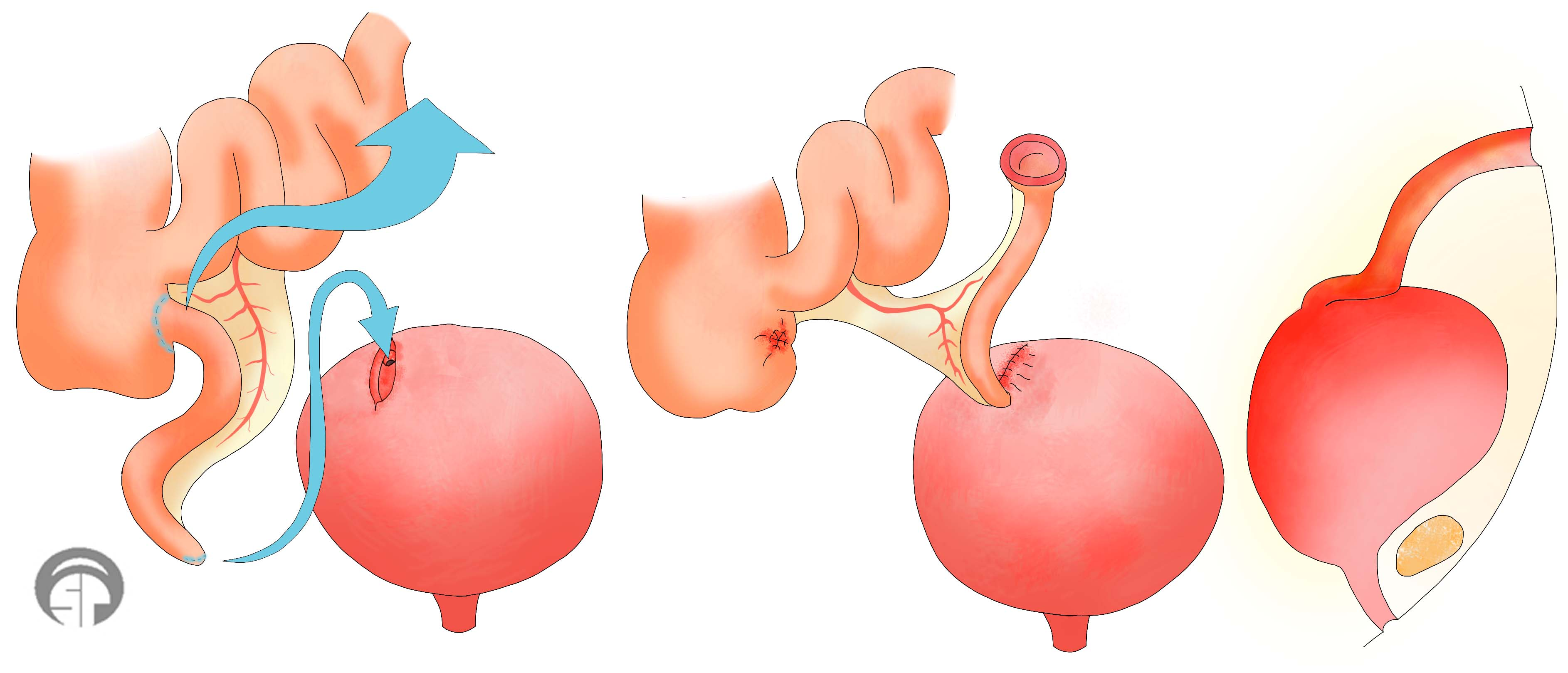
Mitrofanoff-Verfahren

Beim Mitrofanoff-Stoma wird vom Arzt entweder der Blinddarm oder ein Teil des Dünndarms entfernt. Dies wird als Verbindungskanal zwischen Bauchwand und Blase eingenäht. Über eine Öffnung in der Bauchdecke kann der Harn mithilfe eines Katheters ausgeschieden werden. Durch einen Klappenmechanismus wird das unkontrollierte Herausfließen des Urins verhindert. Dadurch bleibt die Kontinenz erhalten.

## Benutzung
Die Blase muss regelmäßig (alle 3 bis 4 Stunden) über einen Katheter entleert werden. Dazu muss nach einer gründlichen Reinigung der Hände und des Stomas der Katheter sauber eingeführt werden. Dieser wird daraufhin mit Bedacht im Kanal so lange vorgeschoben, bis der Katheter in der Blase auf einen Widerstand, den Verschlussmechanismus, trifft. Wird der Widerstand überwunden, kann der Urin über den Katheter abfließen. Wenn die Blase vollständig entleert ist, wird der Katheter vorsichtig aus dem Stoma herausgezogen.

## Besonderheiten
Nach der Operation gibt es normalerweise keinerlei Einschränkungen im alltäglichen Leben. Die Patienten können ohne Probleme Sport, wie beispielsweise Schwimmen, betreiben. Zudem ist nach der Anlage des Stomas eine Schwangerschaft möglich.